# 比尔昆
38°39′S 72°14′W / 38.650°S 72.233°W

比尔昆，是智利的城鎮，位於該國南部阿勞卡尼亞大區的考廷省，始建於1926年10月18日，面積1,420.9平方公里，海拔高度326米，2012年人口22,499人，人口密度每平方公里16人。